# マッドハニー
マッドハニー (Mudhoney) は、アメリカ合衆国ワシントン州シアトル出身のバンド。

## 概要
グランジの先駆者的存在であり、グランジ、オルタナティヴ・ロックのシーン、特にニルヴァーナのカート・コバーンに多大な影響を与えた。
1988年にシアトルにて結成され、当時のシアトル周辺のインディーズバンドが多く所属していたサブ・ポップと契約したが、バンドは1992年にサブ・ポップを離脱し、リプリーズ・レコードに移籍した。しかし1999年から、サブ・ポップに復帰している。
バンド名の由来は、ラス・メイヤー監督の映画『マッド・ハニー』から。

## 経歴

### ミスター・エップ・アンド・ザ・カリキュレーションズ
ベルビュー郊外のキリスト教系の高校で、マーク・アームとマークの数人の友人で、彼らの数学教師の名に因んだ「ミスター・エップ・アンド・ザ・カリキュレーションズ」が結成されたが、当時はメンバーの誰も楽器を弾けず、最初のライブは、学校のクラスで巻いた地図をギターに見立て、マーヴィン・ゲイの「ガット・トゥ・ギヴ・イット・アップ」歌うといった、おちゃらけたものであった。それから3年後の1981年、ようやく本格的なライブを行い、より真剣に音楽活動に取り組むための新たなバンド、「リンプ・リチャーズ」を結成する。「ミスター・エップ・アンド・ザ・カリキュレーションズ」は地元のラジオで「世界最悪のバンド」として出演し、シアトルで1984年2月3日、マルファンクシャンと共に最後のショウを行った。

### グリーン・リヴァー
詳細は「グリーン・リヴァー」を参照
1984年、マークとスティーヴは、ドラマーとして一時期スティーヴと共に「スプルイ・ヌーマ」というバンドに在籍していたアレックス・ヴィンセントを雇い、新たなバンド「グリーン・リヴァー」を結成する。そして後にパール・ジャムを結成するジェフ・アメン（ベース）とストーン・ゴッサード（ギター）が加入する。
1985年、デビューEPであり、後に最初の真のグランジ的なアルバムとして扱われる『カム・オン・ダウン』を発表した。

### マッドハニー
グリーン・リヴァー解散後、スティーブとマークはバンドル・オブ・ヒスのドラマーであったダン・ピータース、メルヴィンズのベーシストであったマット・ルーキンを加え、新たなバンドを結成。ラス・メイヤーの映画「マッドハニー」に因み、マッドハニーと名付けられた。
1988年、デビューEPとなる『スーパーファズ』とデビュー・シングル『タッチ・ミー・アイム・シック』をサブ・ポップから発売した。

## メンバー
- マーク・アーム (Mark Arm) - ボーカル、ギター
- スティーヴ・ターナー (Steve Turner) - ギター、ボーカル
- ガイ・マディソン (Guy Maddison) - ベース
- ダン・ピータース (Dan Peters) - ドラム

## ディスコグラフィ

### スタジオ・アルバム
- 『マッドハニー』 - Mudhoney (1989年、サブ・ポップ)
- 『エヴリ・グッド・ボーイ・ディザーヴ・ファッジ』 - Every Good Boy Deserves Fudge (1991年、サブ・ポップ) ※旧邦題『良い子にファッジ』
- 『ピース・オブ・ケーク』 - Piece of Cake (1992年、リプリーズ・レコード)
- 『マイ・ブラザー・ザ・カウ』 - My Brother the Cow (1995年、リプリーズ・レコード)
- 『トゥモロウ・ヒット・トゥデイ』 - Tomorrow Hit Today (1998年、リプリーズ・レコード)
- 『シンス・ウィーヴ・ビカム・トランスルーセント』 - Since We've Become Translucent (2002年、サブ・ポップ)
- 『アンダー・ア・ビリオン・サンズ』 - Under a Billion Suns (2006年、サブ・ポップ)
- 『ザ・ラッキー・ワンズ』 - The Lucky Ones (2008年、サブ・ポップ)
- 『ヴァニシング・ポイント』 - Vanishing Point (2013年、サブ・ポップ)
- 『デジタル・ガービッジ』 - Digital Garbage (2018年、サブ・ポップ)

### ライブ・アルバム
- Mudhoney Live (1993年、サブ・ポップ)
- Live Mud (2007年、サブ・ポップ)
- Live at El Sol (2009年、Munster)
- Live at Third Man Records (2014年、Third Man)
- On Top! KEXP Presents Mudhoney Live on Top of the Space Needle (2014年、サブ・ポップ)
- LiE (2018年、サブ・ポップ)

### コンピレーション・アルバム
- 『スーパーファズ・ビッグマフ』 - Superfuzz Bigmuff Plus Early Singles (1990年、サブ・ポップ)
- 『マーチ・トゥ・ファズ』 - March to Fuzz (2000年、サブ・ポップ)
- Here Comes Sickness: The Best of the BBC (2000年、Fuel 2000)

### EP
- 『スーパーファズ』 - Superfuzz Bigmuff (1988年、サブ・ポップ)
- Boiled Beef & Rotting Teeth (1989年、サブ・ポップ)
- Let It Slide (1991年、サブ・ポップ)
- 『ファイブ・ダラー・ボブズ・モック・クーター・シチュー』 - Five Dollar Bob's Mock Cooter Stew (1993年、リプリーズ・レコード)
- Buckskin Stallion Blues (1994年、サブ・ポップ)